# São Miguel das Matas
São Miguel das Matas är en kommun i Brasilien.   Den ligger i delstaten Bahia, i den östra delen av landet, 1 000 km öster om huvudstaden Brasília. Antalet invånare är 10 414.
Omgivningarna runt São Miguel das Matas är en mosaik av jordbruksmark och naturlig växtlighet. Runt São Miguel das Matas är det ganska glesbefolkat, med 50 invånare per kvadratkilometer.